# Ситна
Ситна — річка в Україні, у Козятинському та Ружинському районах Вінницької та Житомирської областей, ліва притока Роставиці (басейн Дніпра).

## Опис
Довжина річки 15 км, похил річки — 4,4 м/км. Формується з багатьох безіменних струмків та водойм. Площа басейну 48,7 км².

## Розташування
Бере початок на південно-східній околиці міста Козятин. Тече переважно на південний схід і у селі Білилівка впадає у річку Роставицю, ліву притоку Росі.